# 万役山事件
万役山事件 （まんにゃくやまじけん）は、正徳5年（1715年）、周防国の久米村万役山の松の木一本を巡る争いから、毛利家の宗家である萩藩と支藩の徳山藩との間で領界の争論を生じ、徳山藩改易、藩主の毛利元次が追放されるまでに発展した事件。

## 万役山
万役山は現在の山口県周南市桜木3丁目にある山で、万若山とも書く。標高は10mほど。萩藩領の西久米村と徳山藩との境界に存在し、松の木を巡る争いが起こった地点を萩藩領では墓ノ尾山と呼び、徳山藩領では尾崎山と呼んでいたが、徳山藩の旧記『徳山御還附一件』によると問題の場所はわずか10間（約18メートル）足らずの出入りに過ぎなかったようである。現在、万役山は墓地になっており、平成5年（1993年）9月に徳山地方郷土史研究会によって「史跡萬役山尾崎」と刻まれた石碑が建立されている。

## 事件の発端
正徳5年6月6日（1715年7月6日）、西久米村の百姓･喜兵衛、その長男･惣右衛門、次男･三之允が田の草をとっての帰りがけに、かつて植えておいた小松1本を切り取り、田の畦修理のために持ち帰ろうとしたのを、徳山藩の山回り足軽である伊沢里右衛門と福田久助が見つけて咎めたのが事件の発端である。そして咎めた後に争いとなり、里右衛門は喜兵衛の首を刎ねてしまった。

## 両藩の言い分

### 萩藩の言い分
後に萩藩主･毛利吉元が幕府へ提出した願書によると、喜兵衛らが自ら植えた松を切り取ったところに里右衛門と久助が通りかかり、咎めたところ、喜兵衛は自分が植えた松であるといい、里右衛門に従わなかった。すると、里右衛門は持っていた棒で惣右衛門を2度打擲し、3度目を打擲しようとしたところ、棒を取り落としたため、脇差に手をかけた。惣右衛門はその隙に棒を取り逃げた。里右衛門は追いかけたが道を踏み誤り倒れた隙に惣右衛門は逃げ延びた。そこで、里右衛門は戻り、三之允に3箇所傷を負わせたところ、喜兵衛が助けようとし、里右衛門は喜兵衛の首を刎ねた、というように里右衛門が先に手を出したとある。

### 徳山藩の言い分
『徳山御還附一件』によれば、初め喜兵衛らが松を切ったところに里右衛門が行き掛かり、切った松と証拠の鎌を置いていけと命じたところ、喜兵衛が無体の悪口雑言に及んだので、鎌を取り上げた。すると、惣右衛門が突然里右衛門に後ろから組み付き、髪を取って引き倒そうとしたので、里右衛門は惣右衛門を前に引き寄せ、脇差を抜いて少々傷をつけた。これに驚いた惣右衛門が倒れた隙に、三之允は里右衛門の抜き身を取って逃げ帰ったが、喜兵衛は惣右衛門を救いたい一念から里右衛門に打ってかかったため、里右衛門は喜兵衛の首を打ち落とした、というように惣右衛門が先に手を出したとある。

## 萩藩と徳山藩の争い
萩藩の代官･井上宇兵衛は事件の顛末を萩藩に報告し、徳山藩に詰問状を発したが、これに応対した徳山藩の代官･米田儀兵衛は問題の場所が徳山藩領に相違ないと主張して譲らなかった。この時萩藩で政務を担当していた浦元敏と国司広通は事を穏便に解決しようと、徳山藩の重臣と縁故の深い奈古屋匡直（奈古屋与左衛門。徳山藩家老･奈古屋隆芳（玄蕃）と徳山藩士･奈古屋里人の叔父）を特使として徳山藩に派遣したが、別段謝罪の意思を表明しなかった。そこで、浦元敏は改めて徳山藩の家老に交渉し、解決策として、明らかに下手人と見られる里右衛門の死罪を要求したが、これもまた不調に終わる。そのうちに、西久米村の百姓らは、年来自分たちの山だと信じてきた山を徳山領と主張され、非を喜兵衛らのみに帰して、里右衛門に咎めがないのを不満とし、一揆にも及びかねない形勢となったので、吉元は宍戸就延を特使として派遣し、直接、徳山藩藩主･毛利元次に反省を促した。しかし元次は依然として謝罪しようとはしなかった。これに対し同年8月5日、徳山藩士･奈古屋里人は万役山事件の処理について元次を強く諫めたが、元次は聞き入れず、里人を徳山城下から追放した。里人はやむなく周防国佐波郡三田尻塩浜の新屋久右衛門のもとに身を退き、その後、三田尻向島に寓居を構え、事の成り行きを見守った。

## 幕府の裁定
事件発生から半年ほど経過しても、なお解決の糸口さえ見つからないのを憂慮した清末藩主･毛利元平は吉元と共に江戸に参勤していたが、正徳6年（1716年）春に、元次もまた参勤のために江戸に上ってきたため、元平はこの機を逃さず、萩藩の家老で右田毛利家の毛利広政と共に元次を尋ねて最後の説得を試みたが、これも失敗に終わった。そこで同年4月11日、吉元は幕府へ事の顛末を報告し、本家に対する礼を忘れた元次に隠居を命じ、15歳になる元次の嫡子･百次郎（後の毛利元堯）に家督相続を許されるように願い出た。老中の阿部正喬、井上正岑、久世重之、戸田忠真は直ちにこの請願を審議したが、吉元の請願通り元次の隠居では済ませず、本家に反抗した元次は不遜であるとして 徳山藩の改易と所領の萩藩還付、元次の新庄藩お預け、嫡子･百次郎、次男･三次郎（後の毛利広豊）及び幸姫（毛利元連室）らは萩藩にお預け、徳山藩の家中は萩藩において適宜処置することを決定し、4月13日には将軍・徳川家継の許可を受け、達書にて先の決定を吉元へ伝えた。請願以上の厳しい沙汰に吉元も驚いたが、沙汰が下された以上致し方がないので、即日諭書を出して徳山藩士が流浪の憂き目にあわぬよう尽力する旨を伝え、動揺を抑えようとした。
同日正午には元次が評定所に召され、元平と共に出頭したが、評定所に到着すると元次一人を別室へ呼び出し、大目付の松平乗邦から徳山藩改易の達書を渡され、直ちに預け先の新庄藩の江戸屋敷へ送られた。その際、規定により両刀はお預け、乗り物には青細引を掛け、家臣の随行は許されなかった。4月15日、在府中の三次郎と生母が三田の徳山藩邸から麻布の萩藩邸へ移り、徳山藩邸に詰めていた徳山藩士は4月20日から4月22日までに3班に分かれて帰国を命じられた。その後、三田・渋谷の両藩邸は萩藩に接収された。元次の身柄は4月22日に新庄藩士に護衛されて江戸を出発し、5月1日夕方に新庄に到着した。

## 徳山藩改易
徳山藩改易の報は4月22日の夕方に児玉忠順（友右衛門）によって徳山にもたらされ、直ちに市内へも伝わった。藩士や領民の皆が動揺し、大混乱に陥った。徳山の家中も事の意外な発展に驚き、執政の奈古屋隆芳は直ちに粟屋次興（内匠）、福間次遥（外記）、鳥羽次長（図書）ら重臣を集め、硬軟両派に分かれて夜を徹し対応を協議した。奈古屋隆芳を始めとする強硬派は、城を枕に討死しようとも元次の存念を継いで処置に反抗する事こそ武士の本懐であると主張。一方、粟屋次興を始めとする穏健派は、今は隠忍自重し、百次郎を推して徳山藩再興を目指すことが時宜に適した最良の策であると主張し、粟屋次興は毛利元平に徳山藩再興への尽力を依頼するため、馬廻の宍戸忠正（亘）と荘原信成（正右衛門）を連れて大坂へと向かった。家中の意見も容易に統一されないままに日が経ち、一時の興奮が鎮まるにつれて、これ以上は萩藩との摩擦を避け、徳山藩再興に全力を注ぐこととなった。そこで、萩藩の要求に応じて里右衛門を引き渡し、屋敷の接収にも応じたため、5月1日に萩藩は厚狭毛利家の毛利就久に屋敷の接収を命じ、210余人を付けて徳山へと派遣。国司頼母が150人を率いて久米村方面を警固し、益田就高が130人を率いて百次郎らの迎えとして徳山へ出張した。百次郎らは福間堯明（十蔵）や荘原信知（正七）ら家士5人と20人ほどの女中衆を連れて5月5日に徳山を出発し、途中山口に一泊して、翌日に萩へ到着。初めは大野毛利家の毛利元雅の屋敷に入ったが、後に吉敷毛利家の毛利広包の屋敷を借用し移り住んだ。
5月9日には屋敷の接収が完了したが、同日に徳山藩士の黒川三郎左衛門が発狂し、弟の黒川吉三郎と家臣1人に斬り掛かり、更に阿曽沼勝之進を傷つけるという事件が起こっている。6月12日に江戸在府中の三次郎らも江戸を出発して7月9日に萩へ到着し、毛利広包の屋敷へ入った。徳山の家中は9月30日を限って立ち退きを命じられ、萩その他の縁故者を頼ってそれぞれ移転した。この時吉元は徳山家中の身分に応じて引越料を支給している。立ち退きの終了した旧徳山藩領は萩藩の一つの行政区画とされ、中山忠右衛門が徳山代官に任じられた。

## 徳山藩再興運動

### 第一の請願
奈古屋里人らの徳山藩再興運動は6月下旬に開始した。旧徳山藩の村々から百姓・町人ら約4700人を集め、萩藩に直訴しようと6月26日朝に大挙して萩へ向かって出発した。この急報を受けた萩藩では直ちに佐世七郎左衛門、坂九右衛門、中野市左衛門らを派遣し、一行を山口で押し止め、中野市左衛門に徳山側の代表者の対応をさせた。この時徳山側は、徳山本町年寄の山田彦五郎、中山伴七、波田久右衛門以下、各町村の庄屋や年寄ら25名を代表とし、百次郎による徳山藩再興を嘆願するとともに、この嘆願を直ちに萩藩の重臣宍戸就延に報じ、藩主吉元の意向を伺って回答することを要求した。中野市左衛門は徳山側の者が一人として右田川を越えないことを約束させた上で、直ちに萩へ戻って宍戸就延に事情を報告し、回答をもたらした。しかし、この回答では百次郎を疎略には扱わず、いずれは徳山へ帰すつもりであると述べられているに過ぎず、徳山藩再興に関しては触れられていなかった。山田彦五郎らもこれ以上の強訴はできず、一度在所へ戻った。

### 旧徳山藩士への処罰
第一の請願が失敗に終わったことを受けて、里人は自ら萩へ赴き萩藩の事情を探ろうと考えた。8月5日に徳山へ赴いて兄・隆芳の家族に萩への転居を勧め、その付添いと称して萩へ入った。里人は約20日間萩に滞在し、親戚や友人と会って情報を収集したが、萩藩には徳山藩を再興する意思が見られなかったため、今度は直接幕府に訴えることを決めた。9月25日に一度徳山に戻り、その旨を隆芳に告げると、隆芳もこれに賛同し、今後の協力を約束した。
しかし9月27日、徳山藩の家老であった隆芳、粟屋次興、福間次遥、粟屋隆室（丹宮）、鳥羽次長らは突然逼塞を命じられ、12月9日には、家老でありながら元次に諫言を尽くさず職責を蔑ろにしたことを罪状として、隆芳は見島、粟屋次興と粟屋隆室は相島、福間次遥と鳥羽次長は屋代島（周防大島）へと流罪となる。さらに、徳山藩の側用人であった古志次昌（宅右衛門）、桂澄治（巴）、合田疇、増田猪兵衛らも同様の罪状で同日に遠島に処せられ、翌享保2年（1717年）2月6日には、事件の発端となった里右衛門が萩の獄舎で斬首された。
兄の隆芳が流罪に処せられた一方、元次への諫言によって徳山藩を追放されていた里人は萩藩での評判も悪くなく、里人を登用して徳山藩改易後の始末を一任しようとする動きもあった。しかし、里人は京都の青蓮院宮で書道を学ぶと共に持病の療養をしたいという口実で、京都への旅券を萩藩へ申請した。この手続きに手間取ったものの、享保2年（1717年）3月15日に三田尻から海路で出発。途中で讃岐国の金刀比羅神社に参詣して徳山藩再興を祈願し、4月5日に京都へ到着するや、直ちに青蓮院宮を訪ねて入門の硯式を行った。また、伊勢神宮、北野天満宮、鞍馬寺、比叡山などの社寺を巡拝し、徳山藩再興の宿願成就を祈願した。

### 江戸・京都における再興運動
享保2年（1717年）7月、岡部忠政（六七）、戸田茂貞（佐右衛門）・安貞（仁左衛門）父子、石川藤九郎ら旧徳山藩士と興元寺の伴僧恵周坊が相次いで徳山を脱し、下総小見川藩主・内田正偏の家臣である吉弘直信を頼って江戸に上った。これは内田正偏の正室・百子が元次の次女であり、吉弘直信が戸田茂貞の兄であった縁を頼ったものである。石川藤九郎は江戸へ向かう途中で京都に立ち寄り、同志の名前を告げて里人へも協力を依頼したが、里人は石川藤九郎の人となりを危ぶんだため、徳山藩再興の志を明かさず、この時は協力関係にはならなかった。
江戸へ到着した石川藤九郎らが吉弘直信を訪ねて指示を請うたところ、百子へ宛てた里人の手紙から里人に徳山藩再興の志がある事に感づいていた直信は、今後は里人を盟主として事を進めるよう勧めて里人への紹介状を戸田茂貞に与え、百子も石川藤九郎らに旅費を支給し、活動を支援した。そこで石川藤九郎と恵周坊は徳山に戻って、百姓や町人を説得して再び大々的な徳山藩再興の嘆願運動を興す事となり、岡部忠政と戸田安貞は江戸に留まって活動することとなった。岡部忠政は幕府の小姓番衆・松平内匠に奉公し、毎日の登城や将軍の鷹狩り等に随行して情報を収集した。戸田安貞は江戸市中を徘徊し、元次に対する世論を探るとともに、国元の風説を巷間へ流布し、諸大名や幕府官吏の耳に入るよう努めた。これらの活動によって集められた情報は、吉弘直信によって細大漏らさず、京都の里人のもとへ届けられた。
11月18日、戸田茂貞は京都の里人を訪ねて今後の対応を協議したが、この時茂貞が目をつけたのは、徳山の町人であった山田九兵衛であった。山田九兵衛はかつて須万村の紙見取役を務めており、徳山藩改易後は吉川氏の大坂蔵元である塩屋新兵衛の手代となって大坂に紙問屋を開いていた。この塩屋新兵衛は紀州藩出身の商人で、兄の雑賀屋三郎四郎は紀州藩の御用達を務めていた。この前年に紀州藩主徳川吉宗が8代将軍となっていたが、雑賀屋三郎四郎は吉宗の母・浄円院とその兄の新山治部斎が和歌山に住んでいた頃から出入りし、更には吉宗の側近として江戸で活躍していた有馬氏倫や加納久通らの屋敷へも頻繁な出入りを許されていた。そこで茂貞は、山田九兵衛、塩屋新兵衛、雑賀屋三郎四郎という経路を利用して幕府へ直接働きかけることが最上と判断。以後、大坂方面の活動を茂貞が受け持つこととなる。

### 徳山における運動
一方、徳山に戻った石川藤九郎と恵周坊は、百姓一揆の運動に着手。藤九郎は同じく弓組であった玉井盛道（弥一右衛門）も同志とし、山田九兵衛の子・武兵衛は、徳山の代官・中山忠右衛門の祐筆となり萩藩の内部から運動を支援した。そのうちに大坂の山田九兵衛も徳山に戻り、徳山周辺のみならず三田尻や山口方面に至るまで豪農や豪商を説得して資金協力を要請して京都の里人らの活動資金とした。百姓や町人の一揆の計画も、玉井盛道宅を拠点として着々と進められたが、11月下旬に徳山の町医者・十時宗扑と町人・徳左衛門らの密告によって計画は頓挫。一揆の会合中に捕吏の襲撃に遭い、畳屋新平、小沢町の貞六と新八、鳥井町の新右衛門、橋本町の野村喜右衛門、東横町の煮方小頭であった杢右衛門らが捕らえられ、石川藤九郎は豊前国、恵周坊は京都、玉井盛道は奈古屋勘右衛門を頼って津和野へとそれぞれ逃亡した。一揆の首謀者と目された畳屋新平、貞六、新八、新右衛門の4名は厳重な取り調べの後に見島へ流罪となった。畳屋新平は見島で病死したが、他の3名はその後許されて徳山に帰還している。この徳山での一揆計画は失敗に終わったものの、徳山において百姓や町人らによって一揆が計画された事実は後に里人らの活動に利することとなる。

## 徳山藩再興
徳山での募金や一揆計画に呼応して江戸や京都、大坂での運動も進められ、里人の計画に基づいて岡部忠政、戸田茂貞、戸田安貞、山田九兵衛らが手足となって奔走した。しかし、享保3年（1718年）の年末になっても、江戸や京都、大阪において徳山藩への同情の声は里人らの予想よりも上がらなかった。その理由としては、一連の事件の舞台が遠隔地の徳山や萩に限られていたことや、改易の理由に藩主・元次の悪政と本家への反抗が挙げられているために、むしろ幕府の裁定と萩藩の処置を肯定する者が多かったことなどが挙げられている。この「元次の悪政」に対する反証として里人らは、徳山の農民と町人による二度に及ぶ一揆計画を持ち出し、徳山藩の統治を受けていた徳山の農民と町人の名をもって、萩藩の主張とは反対に元次の善政を喧伝し、幕府の公正な判断と善処を嘆願することとした。
享保4年（1719年）1月、里人は「周防徳山領百姓中」と署名した三通の嘆願書 を書き上げ、3月12日に老中･水野忠之、大目付･横田重松、目付･千葉七郎右衛門の3人の屋敷にそれぞれ投書した。この嘆願書はやがて江戸城内にも持ち込まれたが、嘆願書とは別に、雑賀屋三郎四郎も里人から依頼を受けて、同様の趣旨を有馬氏倫と加納久通ら吉宗の側近たちに説いた。徳山藩改易から3年が経ち、少なくとも江戸城内においては忘れ去られていたであろう徳山藩の問題がにわかに殿中の話題として取り上げられるようになった。この嘆願書は幕閣の同情を勝ち取り、また、萩藩としても元次の隠居は求めていたが、徳山藩改易は寝耳に水な話であったため、改易は処置が重過ぎるという意見が出て、徳山藩再興が決定。吉元から内願した形式をとった後、5月28日に元次のお預けを免じ、先年の吉元の願い通りに、元次の隠退と百次郎への知行分与と家督相続を許可した。ここに徳山藩は再興された。
同年7月1日に徳山の町で出火し109軒が焼失する火災が起こったが、9月17日より徳山藩の旧領返還が始まり、12月6日までには授受が完了。並行して10月19日から改めて城下の侍屋敷の町割りが行われ、享保5年（1720年）3月20日までに旧所有者への返還が完了した。なお、騒動の発端となった万役山（墓ノ尾山、尾崎山）は享保4年（1719年）12月4日に萩藩領となり、徳山藩へはその替地が与えられている。
赦免された毛利元次は江戸に戻って来たが、配流中に病にかかっていた。それでも享保4年（1719年）11月13日に再興運動の中心を担った奈古屋里人、戸田茂貞、戸田安貞、岡部忠政、吉弘直信の5人に直接感状を手渡して労をねぎらったが、それから僅か6日後の11月19日に死去。奈古屋里人ら5人に手渡した感状が元次の絶筆となった。元次の後を継いだ毛利元堯も享保6年（1721年）2月11日に江戸の麻布邸において20歳で病死し、徳山藩政の立て直しは元堯の弟である毛利広豊に託されることとなった。